# Орехово (Алтайский край)
Орехово — село в Бурлинском районе Алтайского края России. Административный центр Ореховского сельсовета.

## История
Основано в 1910 году. До 1917 года украинское село Славгородской волости Барнаульского уезда Томской губернии. В 1928 году состояло из 48 хозяйств. Административный центр Ореховского сельсовета Славгородского района Славгородского округа Сибирского края. Была организована сельскохозяйственная артель имени Будённого. С 1950 года является центральной усадьбой укрупнённого колхоза имени Сталина (в 1957 году переименован в имени Чапаева). В 1966 году стало отделением совхоза «Ореховский».

## Население
В 1928 году в селе проживал 248 человек (128 мужчин и 120 женщин). Преобладающее население: украинцы.
| 1997 | 1998 | 1999 | 2000 | 2001 | 2002 | 2003 |
| ---- | ---- | ---- | ---- | ---- | ---- | ---- |
| 945  | ↗947 | ↘915 | ↘883 | ↘837 | ↘835 | ↗849 |
| 2004 | 2005 | 2006 | 2007 | 2008 | 2009 | 2010 |
| ↘828 | ↘823 | ↗836 | ↘806 | ↘771 | ↘742 | ↘624 |
| 2011 | 2012 | 2013 |      |      |      |      |
| →624 | ↘571 | ↘540 |      |      |      |      |